# Muljava
Muljava este o localitate din comuna Ivančna Gorica, Slovenia, cu o populație de 270 de locuitori.